# 2 Chainz
Tauheed Epps, mer känd under sitt artistnamn 2 Chainz (tidigare Tity Boi), född 12 september 1977 i College Park, är en amerikansk rappare, musikproducent och låtskrivare. Han är medlem i southern hiphop-duon Playaz Circle, tillsammans med Earl "Dolla Boy" Conyers.
2012 släpptes hans debutalbum Based on a T.R.U. Story. I albumet fanns tre hitsinglar, "No Lie", "Birthday Song" och "I'm Different", som alla hamnade på top 50 på Billboard Hot 100 och blev certifierade med guld av RIAA, tillsammans med albumet. Hans andra studioalbum B.O.A.T.S. II: Me Time, släpptes 11 september 2013. Tillsammans med albumet kom singlarna "Feds Watching" och "Used 2".